# 羅恩·格雷
羅恩·格雷（英語：Ron Gray，1920年6月25日－2002年10月11日）是一位前足球運動員、領隊及球探。司職邊前衛的格雷出生於北希爾茲（North Shields），他在1938年於開始其職業球員生涯，先後效力林肯城、及，在26歲因傷掛靴。後來，他在屈福特執教，但並算不上成功，球會錄得在英格蘭足球聯賽的最低排名，要在1950年至1951年的英格蘭足球聯賽申請重選 。他在接下來去到執教，在雷吉·史密斯（Reg Smith）掛帥期間，他退居為助理教練。史密斯被辭退後，格雷再度擔任領隊，帶領球隊在1961年至1962年奪得丁級聯賽冠軍升級。他在1966年至1970年執教林肯城，在任內簽下屈福特的未來領隊。他在離開了林肯城後以球探的身份加盟，直到1987年退休。

## 註腳
1. 1 2  （英文）. Ipswich Town News.   [2012-08-06]. （原始内容存档于2012-02-26）.
2. ↑  Jones 1996，第270頁
3. ↑  （英文）. footballsite.co.uk.   [2012-08-06]. （原始内容存档于2012-02-20）.
4. ↑  （英文）. Evening Telegraph.   [2012-08-06]. （原始内容存档于2008-04-20）.
5. ↑  （英文）. League Managers Association.   [2012-08-06]. （原始内容存档于2012-08-06）.